# Documento de viagem da Convenção de 1954

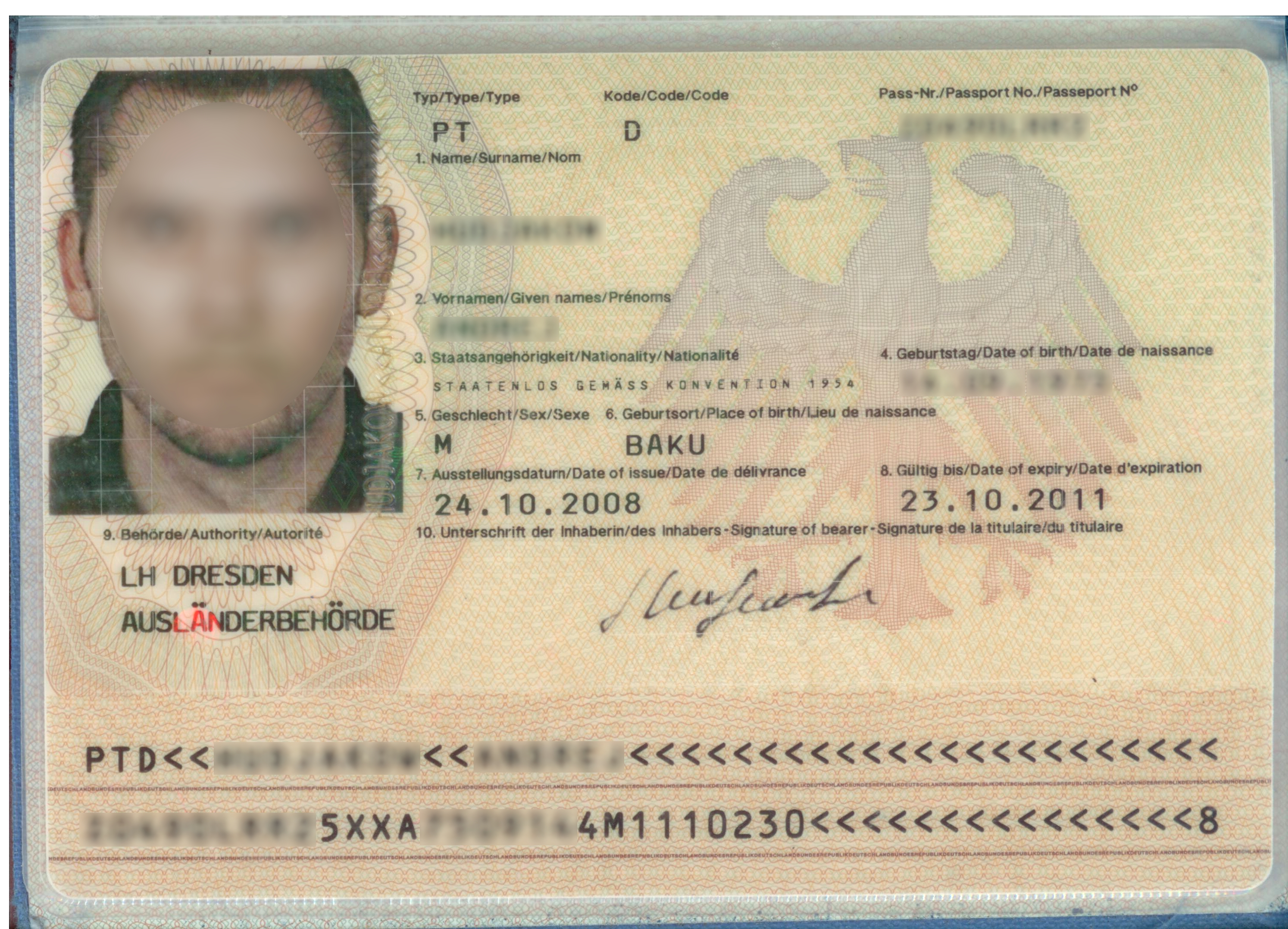
Um documento de viagem da Convenção de 1954 emitido na Alemanha em 2008

Um documento de viagem da Convenção de 1954 é um passaporte, ao contrário de um título de viagem para apátridas (definição de apátrida de acordo com a Convenção sobre o Estatuto dos Apátridas de 1954), emitido a um indivíduo impossibilitado de obter um passaporte de seu país de origem. A capa dispõe das palavras travel document (título de viagem) em inglês e francês (e geralmente no idioma do Estado emissor) junto com a data da convenção, porém não contém as duas listras pretas no canto superior direito da capa dos títulos de viagem de refugiados.